# برونو تش
برونو تش (آلمانی: Bruno Tesch؛ ۱۴ اوت ۱۸۹۰ – ۱۶ مهٔ ۱۹۴۶) یک شیمی‌دان اهل آلمان بود.وی در دوره رایش سوم یکی از تولیدکنندگان زیکلون بی مورد استفاده در اتاقهای گاز بود و به همین دلیل پس از پایان جنگ جهانی دوم وی توسط نیروهای انگلیسی دستگیر،محاکمه و اعدام شد.